# Ballymarkahan Castle
Ballymarkahan Castle (irisch Caisleán Bhaile Uí Mharcacháin) ist die Ruine eines Tower House in der Gemeinde Quin im irischen County Clare. Der irische Antiquar Thomas Johnson Westropp führte die Burg 1899 als eine der 195 „kleineren Burgen“ oder Peel Towers im County Clare auf; damals war das Tower House schon eine Ruine. In den Ordnance-Survey-Briefen von John O’Donovan und Eugene O’Curry 1839 war Ballymarkahan Castle als Ruine erwähnt. Es war auch auf der Ordnance-Survey-Karte von 1842 verzeichnet.
Die Burg stammt aus dem 15. Jahrhundert, irgendwann nach dem Bau der Quin Friary; die Familie MacNamara, die in der Gegend einige Burgen, z. B. das nahegelegene Knappogue Castle, errichten ließ, ließ auch Ballymarkahan Castle bauen. Laut Westropp ließ Domhnall, ein Sohn von Seán an Ghabháltais („Seán, der Eroberer“, † 1373) aus der Familie MacNamara das Tower House 1430 errichten.